# فرانك ناي
فرانك ناي (بالإنجليزية: Frank Nye)‏ هو محامي وقاضي وسياسي أمريكي، ولد في 7 مارس 1852 في الولايات المتحدة، وتوفي في 29 نوفمبر 1935 في نفس البلد. حزبياً، نشط في الحزب الجمهوري. وقد انتخب عضو جمعية ولاية ويسكونسن وانتخب عضو مجلس النواب الأمريكي.